# Olga Horáková
Olga Horáková, též Horak (rozená Rosenbergerová, 1926 Bratislava – 15. srpna 2024), byla spisovatelka židovského původu narozená v Československu, přeživší holokaust. Od roku 1949 žila v Austrálii.

## Život
Narodila se v roce 1926 v Bratislavě v tehdejším Československu. Jejími rodiči byli Hugo Rosenberger (1894–1944) a Piroska (rozená Weissová 1905–1945).

## 1939–1942
Dne 21. března 1942 bylo okupačními úřady nařízeno všem bratislavským svobodným Židům narozeným před rokem 1925, aby se hlásili místní vlakové stanici, aby „konečně udělali nějakou práci“. Olinina sestra Judith nastoupila do vlaku se 999 dalšími židovskými teenagery a byla odvezena do Osvětimi, kde byla zavražděna dva týdny před svými 17. narozeninami. Poté, co žili Horákovi rodiče v neustálém strachu z deportace, rozhodli se uprchnout ze Slovenska a odjet do Maďarska.
V Maďarsku se jí podařilo ukrývat, ale v roce 1944 byla nacisty deportována do Osvětimi a později, začátkem ledna 1945, do Bergen-Belsenu.

## Holokaust a poválečná doba
Olga byla nucena absolvovat 370 km dlouhý pochod smrti a následné věznění v několika koncentračních táborech (Osvětim, Bergen-Belsen), kde přišla o celou rodinu, zemřely zde její matka, otec, sestra a babičky.
Její sestra Judith (1925–1942) byla zavražděna v Osvětimi v roce 1942. Její otec byl převezen do Osvětimi v roce 1944 a její matka zemřela den poté, co Britové 15. dubna 1945 osvobodili Belsen. Smrt matky ji zasáhla natolik, že musela být umístěna do táborového lazaretu a následně převezena do městské nemocnice v německém Celle, odkud však byla převezena zpět, protože německé zdravotní sestry nesměly zaopatřovat židovské pacienty. Poslední pomazání od přizvaného katolického kněze z britské armády odmítla, protože „nebyla katolíkem“ a ještě „neumírala“. Následně kněz s rabínem na její žádost zařídil, aby byla převezena zpět do lazaretu v Bergen-Belsenu. Tam zůstala až do vypálení tábora. Poté byla převezena vojenským vlakem do Státní nemocnice v Plzni.

## Po válce
Po válce se svým manželem Janem Horákem v roce 1949 emigrovali do Austrálie, kde založili oděvní firmu Hibodress.
V roce 2000 vydala své paměti pod názvem Auschwitz to Australia. 

## Umělecké dědictví
Ve svém veřejném životě Olga Horak sdílela své svědectví o holokaustu se školáky, diplomaty a nespočtem návštěvníků v Židovském muzeu v Sydney. Soukromě však celý život pěstovala vášeň pro výtvarné umění. V průběhu let 1960 až 1990 vytvořila na večerních kurzech a ve svém ateliéru v suterénu pozoruhodné a rozsáhlé dílo – malby, kresby a sochy – které vyšlo na světlo teprve koncem roku 2024.